# 산쿄 프론티어 가시와 스타디움
산쿄 프론티어 가시와 스타디움(일본어: 三協フロンテア柏スタジアム)은 일본 지바현 가시와시에 위치한 축구 전용 경기장이다. 가시와 레이솔의 홈 구장으로 사용되고 있으며 J1리그 경기장 중에 얼마 안 되는 구단 소유 경기장인데 1993년 J리그 출범과 함께 이 리그 규격에 맞게 개조했고 같은 시기 야간 조명시설도 J리그 규격에 맞게 다시 설치됐다.

## 교통
- JR 조반 선, 도부 철도 노다 선 가시와 역
  - 동쪽, 남쪽 출입구로부터 도보로 약 20분
  - 동쪽 출입구 1번 정류장에서 도부 버스 이스트 '나도가야'(名戸ヶ谷) 행 탑승, '미도리가오카'(緑ヶ丘) 또는 '히타치 가시와 축구경기장 앞'(日立柏サッカー場前) 하차
    - '도키와다이'(常盤台), '지요다초'(千代田町) 경유편 승차. '신다하라'(新田原) 경유편은 경기장을 지나지 않으므로 주의.

  - 경기일에는 위의 버스 정류장에서 직행 임시 버스가 다수 운행.
- 도부 철도 노다 선 신가시와 역으로부터 도보로 약 15분.

1. ↑  김성진 (2018년 11월 7일). “[특별기획] 일본 축구팬들에게 J리그 팀은 생활의 일부다”. 스포탈코리아. 2022년 9월 24일에 확인함.